# キリストの裁判
キリストの裁判（キリストのさいばん）は、救世主イエス・キリストが十字架にかけられた裁判。新約聖書の4福音書に記録されている。

## アンナスによる予備審問
ゲツセマネの付近で逮捕されたイエスは、ゲツセマネからエルサレムの南西部にある、大祭司の官邸に連行された。そこでは、大祭司カヤパの舅のアンナスがまっていた。正式な裁判が始まる前に、アンナスは有利な証言を引き出すことをもくろんだと思われる。
アンナスは、大祭司官邸内で、イエスの弟子集団の規模について、イエスに尋問した。しかし、イエスは答えなかった。
アンナスは第二の質問をしたが、イエスは公に繰り返す必要はないので、答えなかった。ところが、イエスの答えに怒った役人の一人が、「大祭司にそのような答え方をするのか」と言ってイエスを平手で打った。これに対してイエスは厳しく抗議した。
このように、アンナスの予備審問は審問としては成果がなかった。

## カヤパによる裁判
アンナスの予備審問の間に、サンヘドリンが召集されて、律法学者、長老たち、祭司長たちがあつまり、大祭司カヤパを議長にして、サンヘドリンが開かれた。彼らは、イエスが神を冒涜した容疑を立証しようとして証拠を求めた。
イエスが神殿を壊して、三日で立て直すということを二人の人が証言した。しかし、この件について証言は一致せず、有罪は立証できなかった。その時、大祭司カヤパが、不利な証言に対して、イエスに反証するように求めた。しかし、イエスは黙秘した。そこで、カヤパはイエスに「神の子キリスト」であるかどうかという質問をした。イエスはそれに対して、自らが権威をもって人間を裁くために天から地上に戻ってくる神であること意味する答えをした。
それを、聞いたカヤパは自分の衣を引き裂いて、イエスが神を冒涜したことを宣言した。そして、それをサンヘドリンの議員全員が聞いていたので、冒涜を立証する証人が必要なく、すぐに判決を下すように求めた。議員は一致して、死刑に相当すると答えた。
その後、神殿警察がイエスの権威を失墜させるために、イエスを取り囲んでつばきをかけたり、こぶしで殴りつけたりして陵辱した。

## サンヘドリンによる最終決定
サンヘドリンはすでに、夜明け前にイエスの死刑を決定していた。しかし、死刑の決定は昼間しか下せなかったので、夜が明けてから、刑を確認して、再協議を始めた。
議員は、ローマのパレスチナ行政官の総督ピラトから死刑の判決を引き出す方法を協議して、危険人物であることを印象付けるために、イエスを捕縛して、イエスの身柄をピラトに明け渡した。ユダヤ人には死刑を決定して執行する権限がなかったからである。

## ピラトの裁判
イエスはピラトの前にたったが、ユダヤ人たちは異邦人の家に入って穢れることを避けるために官邸には入らなかった。ピラト自らユダヤ人のもとにやってきて、イエスの告発の理由を尋ねた。ピラトはユダヤの律法によって裁くことを勧めたが、ユダヤ人たちは、イエスが反逆者で死刑に相当する罪を犯していることを訴えた。
ピラトはイエスに、ユダヤ人の王であるかと尋ねた。イエスはそのとおりであると答えた。その後、ピラトは官邸でイエスにユダヤ人がイエスを告発した本当の理由を尋ねた。イエスは自らが真理をあかしするためにこの世に来た王であることを告げた。

## ヘロデの質問
官邸でイエスを尋問した総督ピラトは、イエスに死刑に相当する罪を見出せなかった。しかし、祭司長や群集は納得しなかった。そして、イエスがガリラヤから来ていることを知って、ガリラヤの国主ヘロデ・アンティパスがエルサレム滞在中なので、ピラトはガリラヤ領民のイエスを、ガリラヤ国主のヘロデ・アンティパスに裁いてもらうために送った。
ヘロデは、以前からイエスに会いたいと思っていたので大変喜んだ。ヘロデはイエスを質問攻めにしたが、何も答えなかった。そこで、ヘロデはイエスを嘲弄して、はでなきものを着せて総督ピラトに送り返した。

## 十字架の判決
再び、総督官邸に戻ってきたイエスをピラトは釈放しようと考えていた。ピラトの妻もイエスについての悪夢を見たので釈放するようにお願いしていた。そこで、過越祭の恩赦によってイエスを釈放しようと考えた。そして、群集の前で、イエスか強盗犯のバラバのどちらかを釈放したらよいかと聞いた。ピラトの予想に反して、群集はバラバを釈放するように叫んだ。
それでも、ピラトは懲らしめて釈放すると告げた。そこで、イエスに鞭を打った後に、いばらの冠をかぶらせ、手に葦の棒を持たせ、緋色の着物を着せて、イエスの前にひざまずき、「ユダヤ人の王様万歳」と叫んでからかった。
群集はイエスを十字架につけるよう要求した。暴動になりそうであった為、ピラトはイエスを外に引き出し、皆の見ているところで手を洗って、「この人の血については私には責任がない。」と宣言して、バラバを釈放して、イエスを十字架につけるように兵士に引き渡した。